# 453 (szám)
A 453 (római számmal: CDLIII) egy természetes szám, félprím, a 3 és a 151 szorzata.

## A szám a matematikában
A tízes számrendszerbeli 453-as a kettes számrendszerben 111000101, a nyolcas számrendszerben 705, a tizenhatos számrendszerben 1C5 alakban írható fel.
A 453 páratlan szám, összetett szám, azon belül félprím, kanonikus alakban a 31 · 1511 szorzattal, normálalakban a 4,53 · 102 szorzattal írható fel. Négy osztója van a természetes számok halmazán, ezek növekvő sorrendben: 1, 3, 151 és 453.
A 453 négyzete 205 209, köbe 92 959 677, négyzetgyöke 21,2838, köbgyöke 7,68009, reciproka 0,0022075. A 453 egység sugarú kör kerülete 2846,28294 egység, területe 644 683,08685 területegység; a 453 egység sugarú gömb térfogata 389 388 584,5 térfogategység.